# Les cartes d'amor no existeixen
Les cartes d'amor no existeixen (originalment en francès, Chère Léa) és una pel·lícula francesa dirigida per Jérôme Bonnell i estrenada el 2021. Es va estrenar la versió original subtitulada en català el 8 d'abril de 2022 amb la distribuïdora Elamedia.

## Sinopsi
En Jonas, un parisenc en la quarantena, continua bojament enamorat de la seva ex, la Léa. Després d'una nit de borratxera, torna per confessar-li els seus sentiments però ella el rebutja. Amb l’ajuda d’un divertit cambrer i alguns veïns del barri, en Jonas s'enfrontarà a les seves relacions passades, a un futur incert i, sobretot, a si mateix. El que comença sent un últim intent de recuperar la seva ex, acabarà sent una reflexió sobre la seva vida.

## Repartiment
- Grégory Montel: Jonas
- Grégory Gadebois: Mathieu
- Anaïs Demoustier: Léa
- Léa Drucker: Harriet
- Nadège Beausson-Diagne: Loubna
- Pablo Pauly: Nino

## Producció i distribució
El rodatge va tenir lloc d'agost a setembre de 2019 a París. Durant el seu primer mes d'estrena a França del 15 de desembre de 2021 al 19 de gener de 2022, la pel·lícula va atreure un total de 43.836 espectadors als cinemes segons CBO-Box Office, el lloc de professionals del cinema.